# Gramatl

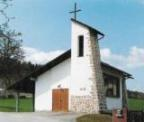
Die Kapelle von Gramatl

Der Ort Gramatl liegt im südlichen Niederösterreich und gehört zur Marktgemeinde Wartmannstetten (Bezirk Neunkirchen).

## Lage
Gramatl liegt im Südwesten des Gemeindegebietes an der Gramatler Straße L 143 auf einer Seehöhe von 575 m.

## Der Ort
Gramatl hat ca. 35 Häuser (laut Volkszählung 2001) und 105 Einwohner (Stand 1. Jänner 2024). Seit 1971 gibt es eine neue Kapelle, die zum 35-jährigen Jubiläum im Jahr 2006 renoviert wurde. Vor einigen Jahren wurde der neu errichtete Spiel- und Sportplatz um einen Eislaufplatz, der auch zum Eisstockschießen genutzt wird, erweitert.

## Geschichte

### Etymologie
Die erste urkundliche Erwähnung von „Gramatel“ stammt aus dem Jahre 1365. Der mundartliche Begriff „gruamatl“ steht für die zweite Heumahd und leitet sich vom Wort Grummet (für Grünmahd) ab. Im Laufe der Jahrhunderte hat sich die Schreibweise immer wieder geändert. Man findet unter anderem: Grammadel (1420), Gramadl / Gramätl (1499), Grammatl (1558).

### Beschreibung nach Schweickhardt
Franz Xaver Schweickhardt beschrieb „Gramatel“ im Jahr 1836 folgendermaßen:

„Gramatel. Ein Dorf unweit Neunkirchen mit 19 Häusern. Die nächste Poststation ist Neunkirchen. Dieser Ort gehört zur Pfarre und Schule, nach dem nur eine Viertelstunde entfernten Haßbach; das Patronat der Herrschaft Steyersberg. (…) In dem Dorfe Gramatl werden 22 Familien (59 männliche, 61 weibliche Personen, 30 schulfähige Kinder), an Viehstand 32 Zugochsen, 29 Kühe, 54 Schafe, 2 Ziegen und 19 Zuchtschweine gezählt.

Nach dem herrschaftlichen Grundbuche kommt dieser kleine Ort schon vor 300 Jahren vor, ist aber noch weit älter.

(…) Es befindet sich weder Fluß noch Bach in der Nähe; Wälder sind ringsumher, und es hat auch eine kleine Jagdbarkeit. Die Erzeugnisse und der Handel der Einwohner beschränken sich auf Bauholz und Kalkbrennereien, denn ihre Gründe und Viehzucht sind ganz unbedeutend.

Übrigens sind hier gar keine bemerkenswerthen Gegenstände. Auch sind die Begebenheiten und erlittenen Schicksale dieses Örtchens, das ganz abgesondert liegt, nicht bekannt.“

### 20. Jahrhundert
Laut Adressbuch von Österreich waren im Jahr 1938 in Gramatl ein Gastwirt, ein Gemischtwarenhändler, ein Schuster, ein Weber und mehrere Landwirte ansässig. Bis zur Eingemeindung nach Wartmannstetten war der Ort ein Teil der damaligen Gemeinde Straßhof.

### Wichtige Ereignisse
- 1365 wurde der Ort Gramatl erstmals urkundlich erwähnt.
- 1666 war der Ort Schauplatz eines Verbrechens (Kindesmord).
- 1892 ereignete sich die traurige Geschichte vom Wechselhof (siehe Margaretenhof).
- 1971 wurde die neue Kapelle eingeweiht.
- 1971 standen bei einem Großbrand vier Bauernhöfe in Flammen.
- 2002 nahm Gramatl am Wettbewerb Blühendes Niederösterreich teil und wurde zur Schönsten Kleinstgemeinde Niederösterreichs gewählt.

## Margaretenhof
Der Margaretenhof, am Fuße des Kulmbergs gelegen (), gehört verwaltungspolitisch zu Gramatl und trägt auch die Hausnummer „Gramatl 1“. Er wurde erstmals 1499 erwähnt, hieß damals aber noch Wechselhof. Erst im 19. Jahrhundert wurde der Name geändert, nachdem der Hof der Schauplatz eines furchtbaren Verbrechens wurde. Die Überlieferung erzählt, dass der geizige Wechselhofbauer und sein Sohn die wohltätige Bäuerin im Hofbrunnen ertränkten.

## Historische Bauten und Denkmäler

### Grabensee
Westlich von Gramatl befinden sich am Zusammenfluss von zwei Bächen die Überreste der Burg Grabensee (), die erstmals 1387 genannt wurde. Bekannt ist die Sage vom Grabenseeschuster, der auf den Ruinen der Burg sitzend Schuhe reparieren soll. Das NÖ Landesmuseum führte 1961/62 archäologische Grabungen durch, um die Geschichte der versunkenen Burg zu klären.

### Weberkreuz
Zwischen Gramatl und Straßhof befindet sich direkt an der Straße das Weberkreuz, das älteste Rechtsdenkmal in der Gemeinde Wartmannstetten. Der Bildstock wurde schon 1499 erwähnt, ist im spätgotischen Stil erbaut, am Kapitell kann man eine gemeißelte Fleischbarte und ein Weberschifflein erkennen. Einer Sage zufolge haben sich hier ein Fleischer und ein Weber wegen eines Mädchens erschlagen. Das Kreuz soll zum sühnenden Gedenken dienen.